# Vicepresidente de Botsuana
El vicepresidente de la República de Botsuana (en inglés: Vice-President of the Republic of Botswana) es el segundo funcionario ejecutivo más alto del gobierno de la República de Botsuana. Es, según la constitución del país, el asistente principal del presidente de la República en el desempeño de sus funciones ejecutivas y será responsable, bajo las instrucciones del presidente, de los asuntos del Gobierno de Botsuana.
El actual vicepresidente es Ndaba Gaolathe, designado por el presidente Duma Boko el 7 de noviembre de 2024.

## Características

### Elección
El vicepresidente es designado por el presidente de Botsuana, aunque a diferencia de este, debe ser un miembro de la Asamblea Nacional.La condición que deberá ser ciudadano de Botsuana por nacimiento o descendencia (artículo 39). Su designación que deberá ser refrendada por dicha cámara. El vicepresidente no asumirá las funciones de su cargo a menos que haya prestado y firmado el juramento de lealtad y el juramento de debida ejecución de su cargo que prescriba el Parlamento.

### Mandato
El vicepresidente continuará en el cargo hasta que una persona elegida en la siguiente elección de presidente de conformidad con la sección 32 o 35 de esta Constitución asuma el cargo (artículo 39). No obstante el vicepresidente podrá cesar en los siguientes casos:
- Si el presidente revoca el nombramiento del titular del cargo
- Si el titular del cargo deja de ser miembro de la Asamblea Nacional por cualquier otra razón que no sea la disolución del Parlamento.
- Si el vicepresidente está ausente de Botsuana o no puede, por razones de enfermedad o cualquier otra causa, desempeñar las funciones de su cargo, el presidente podrá designar a una persona, de entre los miembros de la Asamblea, para que desempeñe las funciones del cargo de vicepresidente y cualquier persona así designada podrá desempeñar esas funciones en consecuencia.

El vicepresidente no podrá ser nombrado o destituido en el caso de que el presidente esté en funciones (artículo 35).

### Funciones constitucionales
a) Sustitución del presidente : cuando el presidente de la República muera, renuncie o deje de ejercer su cargo, el vicepresidente asumirá el cargo de presidente con efecto a partir de la fecha de la muerte, renuncia o cese en el cargo de presidente (artículo 35).
b) Funciones ejecutivas: siempre que el presidente esté ausente de Botsuana o considere conveniente hacerlo por razón de enfermedad o cualquier otra causa, podrá, mediante instrucciones escritas, autorizar al vicepresidente. También, en el caso de que el presidente no puede, por razón de enfermedad física o mental, desempeñar las funciones de su cargo y la enfermedad es de tal naturaleza que el presidente no puede autorizar a otra persona conforme a esta sección para desempeñar esas funciones (artículo 36).
c) Gabinete de ministros: presidencia del mismo en caso de ausencia del presidente (artículo 44)

## Lista de vicepresidentes (desde 1966)
| #    | Nombre | Nombre | Nombre                                                        | Inicio                   | Final                   | Partido  | Presidente de Botsuana        |
| ---- | --- | ------ | ------------------------------------------------------------- | ------------------------ | ----------------------- | -------- | ----------------------------- |
| 1.º  | |        | Quett Masire (1925-2017) Vicepresidente de la República       | 30 de septiembre de 1966 | 13 de julio de 1980     | BDP      | Seretse Khama (1966-1980)     |
| 1.º  | • Kanye South (1.º 1966-1969) • Especialmente Electo (2.º 1969-1974) • Ngwaketse/Kgalagadi (3.º 1974-1980) |        | Quett Masire (1925-2017) Vicepresidente de la República       |                          |                         | BDP      | Seretse Khama (1966-1980)     |
| 2.º  | |        | Lenyeletse Seretse (1920-1983) Vicepresidente de la República | 13 de julio de 1980      | 3 de enero de 1983      | BDP      | Quett Masire (1980-1998)      |
| 2.º  | • Boteti (4.º 1979-1983)                                                                                   |        | Lenyeletse Seretse (1920-1983) Vicepresidente de la República |                          |                         | BDP      | Quett Masire (1980-1998)      |
| 3.º  | |        | Peter Mmusi (1929-1994) Vicepresidente de la República        | 3 de enero de 1983       | 8 de marzo de 1992      | BDP      | Quett Masire (1980-1998)      |
| 3.º  | • Gaborone (4.º 1979-1984) • Especialmente Electo (5.º 1984-1989) • Kweneng South (6.º 1989-1994)          |        | Peter Mmusi (1929-1994) Vicepresidente de la República        |                          |                         | BDP      | Quett Masire (1980-1998)      |
| 4.º  | |        | Festus Mogae (n. 1939) Vicepresidente de la República         | 9 de marzo de 1992       | 31 de marzo de 1998     | BDP      | Quett Masire (1980-1998)      |
| 4.º  | • Especialmente Electo (6.º 1989-1994) • Palapye (7.º 1994-1998)                                           |        | Festus Mogae (n. 1939) Vicepresidente de la República         |                          |                         | BDP      | Quett Masire (1980-1998)      |
| 5.º  | |        | Ian Khama (n. 1953) Vicepresidente de la República            | 13 de julio de 1998      | 1 de abril de 2008      | BDP      | Festus Mogae (1998-2008)      |
| 5.º  | • Especialmente Electo (7.º 1994-1999) • Serowe North (8.º 1999-2004) • Serowe North West (9.º 2004-2008)  |        | Ian Khama (n. 1953) Vicepresidente de la República            |                          |                         | BDP      | Festus Mogae (1998-2008)      |
| 6.º  | |        | Mompati Merafhe (1936-2015) Vicepresidente de la República    | 1 de abril de 2008       | 31 de julio de 2012     | BDP      | Ian Khama (2008-2018)         |
| 6.º  | • Mahalapye West (9.º 2004-2009) • Especialmente Electo (10.º 2009-2014)                                   |        | Mompati Merafhe (1936-2015) Vicepresidente de la República    |                          |                         | BDP      | Ian Khama (2008-2018)         |
| 7.º  | |        | Ponatshego Kedikilwe (n. 1938) Vicepresidente de la República | 31 de julio de 2012      | 12 de noviembre de 2014 | BDP      | Ian Khama (2008-2018)         |
| 7.º  | • Mmadinare (10.º 2009-2014)                                                                               |        | Ponatshego Kedikilwe (n. 1938) Vicepresidente de la República |                          |                         | BDP      | Ian Khama (2008-2018)         |
| 8.º  | |        | Mokgweetsi Masisi (n. 1961) Vicepresidente de la República    | 12 de noviembre de 2014  | 1 de abril de 2018      | BDP      | Ian Khama (2008-2018)         |
| 8.º  | • Moshupa-Manyana (11.º 2014-2018)                                                                         |        | Mokgweetsi Masisi (n. 1961) Vicepresidente de la República    |                          |                         | BDP      | Ian Khama (2008-2018)         |
| 9.º  | |        | Slumber Tsogwane (n. 1960) Vicepresidente de la República     | 4 de abril de 2018       | 1 de noviembre de 2024  | BDP      | Mokgweetsi Masisi (2018-2024) |
| 9.º  | • Boteti West (11.º 2014-2019) • Boteti West (12.º 2019-2024)                                              |        | Slumber Tsogwane (n. 1960) Vicepresidente de la República     |                          |                         | BDP      | Mokgweetsi Masisi (2018-2024) |
| 10.º | |        | Ndaba Gaolathe (n. 1971) Vicepresidente de la República       | 7 de noviembre de 2024   | En el cargo             | AP (UDC) | Duma Boko (desde 2024)        |
| 10.º | • Gaborone Bonnington South (13.º 2024-2029)                                                               |        | Ndaba Gaolathe (n. 1971) Vicepresidente de la República       |                          |                         | AP (UDC) | Duma Boko (desde 2024)        |